# Trygve Pedersen
Trygve Bjarne Pedersen (Oslo, 26 de julho de 1884 — 14 de agosto de 1967) foi um velejador norueguês, medalhista olímpico. Ele competiu nos Jogos Olímpicos de Verão de 1920 na classe 6 Metre e conquistou a medalha de bronze na disputa realizada segundo as regras de 1907 a bordo do Stella com Henrik Agersborg e Einar Berntsen.